# 김기흥 (1938년)
김기흥(金基興, 1938년 10월 10일 ~ )은 대한민국의 정치인이다. 충청남도 서산 출생이며, 1995년부터 2002년까지 제1·2대 민선 서산시장을 맡았다. 그는 해미초등학교, 서산중학교, 서산농공고 졸업생으로 임업과에서 수학하였고, 성균관대학교 법학과를 졸업하였다.

## 생애
김기흥은 경주 김씨(한다리 김가)로 추사 김정희 등이 선조이고, 영조의 계비 정순왕후가 같은 집안 사람이다. 학주문집(鶴洲文集)으로 유명한 학주대감 김홍욱의 후예이다. 아버지는 김용환으로 대한민국임시정부에서 독립운동 중 병사하였다. 김용환은 종택에 내려오던 전 재산인 땅 18만평을 모두 독립군 자금으로 보낸 후, 독립운동단체인 대동단 일원으로 활동하다 중국에서 콜레라로 사망했다. 유골은 84년만인 2004년 5월에 대전현충원 국립묘소에 안장되었으며, 이후 정부로부터 건국훈장 애족장이 추서되었다.
1991년에 충청남도의회 의원으로 선출, 1995년에 민선 1기 서산시 시장으로 선출되었고, 1998년에 민선 2기로도 재선되었다.
2001년 4월 김기흥은 2002년에 예정된 지자체선거를 위하여 서산시장 신분으로 읍·면·동을 순방하면서 통상적인 범위의 초청인사를 벗어나 일반주민까지 초청했다가 선관위로부터 경고조치를 받았다.
2002년 지자체 선거에서는 후진을 위해 물러나겠다고 불출마를 선언했다.
이후 2007년 17대 대통령선거에서는 국민중심당의 충남 선거대책위원회의 고문으로 선거에 참여하였다.

형은 한국전력주식회사 부사장, 재경서산군민회 회장, 서산농공업고등학교 재경동창회장 등을 역임한 김기창이다.

## 수상경력
- 재임중 관·학 협동정신을 발휘하여 서산시와 지역대학간의 활발한 연구활동에 기여한 공로를 인정받아 함기선 한서대 총장으로부터 송덕패를 수상했다.[9]

## 역대 선거 결과
|  | 46.73% |

|  | 46.3% |

|  | 45.41% |

|  | 57.55% |